# 大日ヶ岳

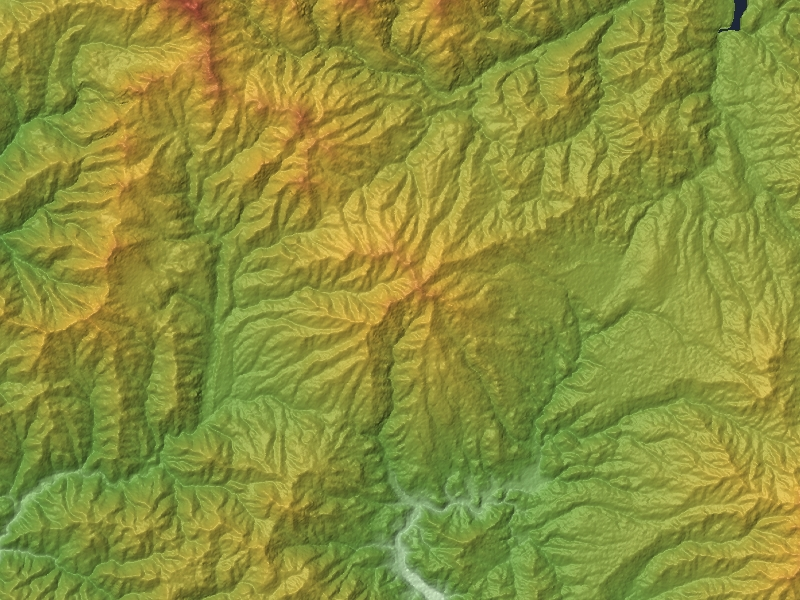
大日ヶ岳の地形図

大日ヶ岳（だいにちがたけ）は、白山国立公園内の両白山地南部に位置し、岐阜県高山市と郡上市にまたがる標高1,709 mの山である。

## 概要
717年（養老元年）に、泰澄上人が大日如来を山頂に祀り開山したと伝えられている。山名の由来はこれによる。
もともと、美濃、飛騨、越前の3国の国境の山であったので、「三国山」とも呼ばれていた。福井県に属していた石徹白村が1958年（昭和33年）の昭和の大合併の際、当時の岐阜県郡上郡白鳥町（現郡上市）に越境合併したため、山体すべてが岐阜県に属するようになった。郡上市で三番目に高い山である。山頂に降った雨は、長良川、庄川、九頭竜川の3方向に分かれて流れ出る。約500万-80万年前に活動していた「九頭竜火山列」（烏帽子岳、鷲ヶ岳、大日ヶ岳、銚子ヶ峰、願教寺山、経ヶ岳、取立山、大日山などの火山の東西配列）を構成する一つであり、山体は安山岩類からなる。山腹はブナなどに覆われていたが、スキー場開発により多くが伐採された。日本二百名山、新日本百名山、ぎふ百山 のひとつに選定されている。

## 気象
大日ヶ岳の南側、白鳥町長滝地区には、気象観測点の長滝があり、積雪量が多いことで知られている。このため周辺には、多くのスキー場がある。地球温暖化に伴い、積雪量が減少傾向にあり、人工降雪機などの利用が必要となってきている。

## 観光
- ひるがの高原 - ミズバショウの群生地があり、その南限である[6]。夏は避暑地となり、周辺には民宿、ペンション、別荘地がある。
- 阿弥陀ヶ滝 - 山の南面に、日本の滝百選の落差60 mの滝がある[12]。
- 長滝白山神社 - 道の駅白山文化の里長滝の西隣りに、白山信仰に関わりが深い神社がある。
- スキー場 - 山腹には高鷲スノーパーク、ダイナランドスキー場、ウイングヒルズ白鳥リゾートがあり、多くのスノーボーダーやスキーヤーが訪れる。
- 登山 - 大日ヶ岳には三方向からの登山道が整備されている。

## 登山

### 登山ルート
三つの登山道がある。積雪期には、スキー場のゴンドラやリフトを利用して、スノーハイクや山スキーなどが行われている。山頂には大日如来を祀った石像、その由来を彫刻した石板、展望図、一等三角点（点名が「大日ケ岳」）が設置されている。周囲は、灌木やクマザサが生い茂っている。山頂からは、前衛の稜線越し北側に白山を、東側には鷲ヶ岳その遠方には北アルプスや御嶽山などを望むことが出来る。
- ひるがの高原からのルート（一服平を経て山頂に至る。）
- ダイナランドスキー場からのルート（前大日を経て山頂に至る。）[13]
- 桧峠からのルート（ルートの一部はウイングヒルズ白鳥リゾートの東端にあり、水後山と鎌ヶ峰を経て山頂に至る。）[14]

## 地理

### 源流の河川
以下の源流となる河川は各方面へ流れる。
- 長良川 - 木曽川水系。太平洋側の伊勢湾へ流れる。
- 朝日添川 - 九頭竜川水系石徹白川の支流で日本海へ流れる。
- 大日谷 - 庄川水系尾上郷川の支流で日本海側の富山湾へ流れる。

### 周辺の山
| 山容 | 山名     | 標高(m)  | 三角点等級 基準点名 | 大日ヶ岳からの 方角と距離(km) | 備考                                |
| ---- | -------- | -------- | ------------------- | ----------------------------- | ----------------------------------- |
|      | 白山     | 2,702.17 | 一等 「白山」       | 北北東 18.1                   | 両白山地と石川県の最高峰 日本百名山 |
|      | 野伏ヶ岳 | 1,674.28 | 三等 「野伏」       | 西 9.6                        | 日本三百名山                        |
|      | 天狗山   | 1,658.42 | 三等 「天狗山」     | 北西 1.3                      |                                     |
|      | 大日ヶ岳 | 1,708.87 | 一等 「大日ケ岳」   | 0                             | 日本二百名山                        |
|      | 鎌ヶ峰   | 1,666    |                     | 西南西 1.0                    |                                     |
|      | 水後山   | 1,558.54 | 三等 「三方崩」     | 南西 1.9                      | （すいごやま）                      |
|      | 毘沙門岳 | 1,385.45 | 二等 「毘沙門岳」   | 南南西 8.1                    |                                     |
|      | 鷲ヶ岳   | 1,671.48 | 三等 「鷲ヶ岳」     | 東南東 13.9                   | 日本三百名山                        |

### 周辺の峠
- 桧峠 - 水後山と毘沙門岳との鞍部（岐阜県道314号石徹白前谷線、標高950 m[7]）、山頂の南南西5 kmに位置する。

### 交通・アクセス
- 長良川鉄道越美南線の終着駅の北濃駅が、山頂の南7.9 kmにある。
- 東海北陸道高鷲インターチェンジが、山頂の南南東8.0 kmにある。
- 岐阜県道314号石徹白前谷線が、山の南側を通る。この峠は、大日ヶ岳の登山口となっている。
- 山頂から南南東5kmの国道156号には、道の駅大日岳があり、その北側の峠には分水嶺[注釈 3]公園がある。

## 参考画像

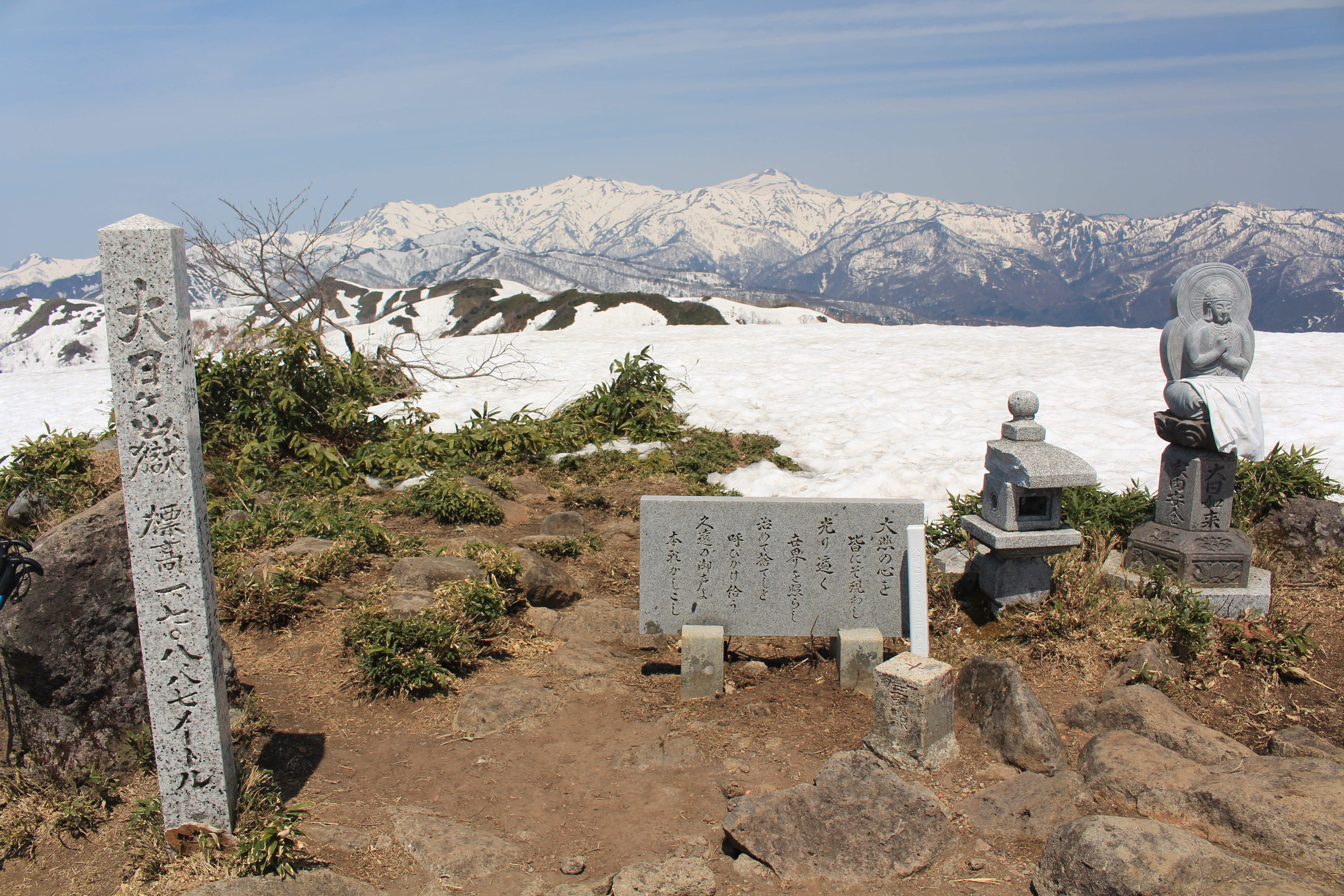
山頂の様子。遠景は白山周辺。2015年4月撮影。
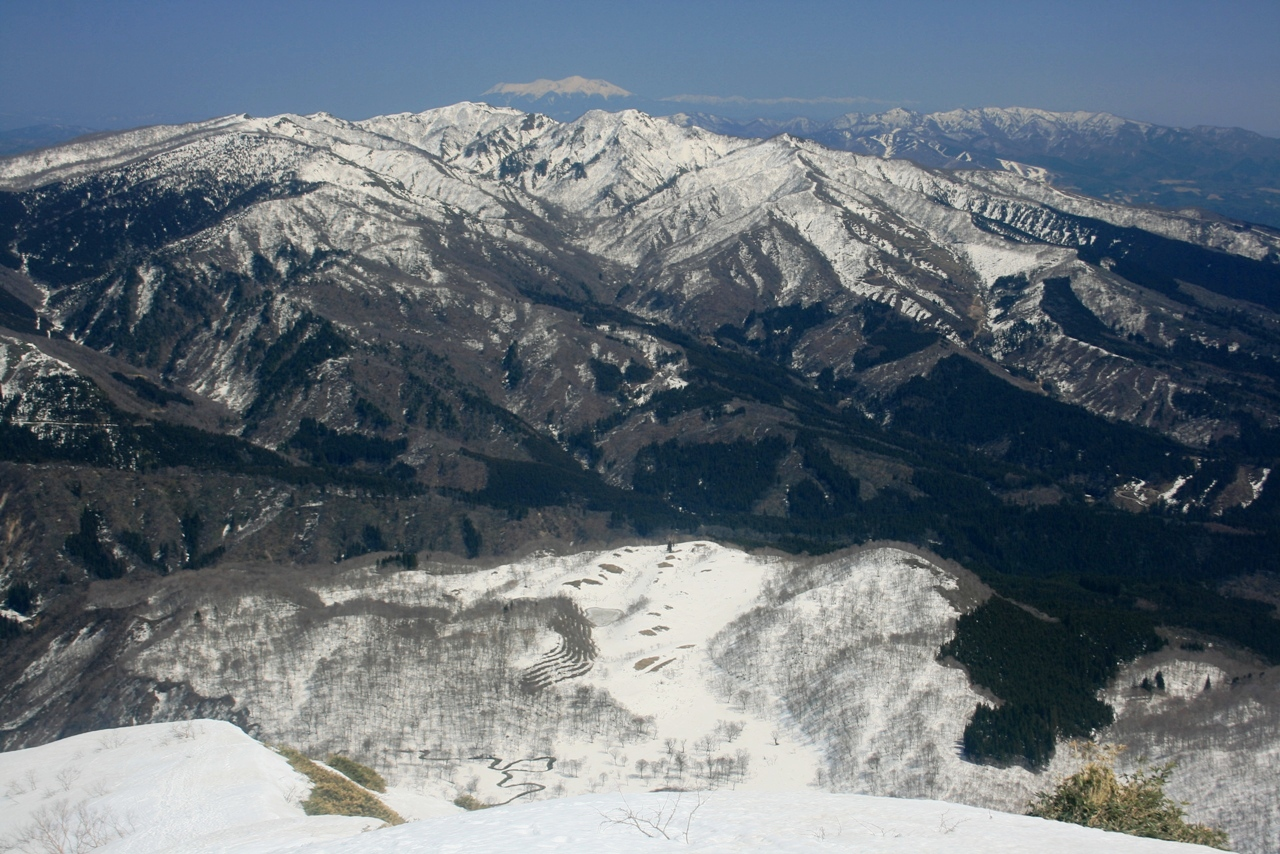
西側の野伏ヶ岳から望む大日ヶ岳